# Théodore et Procule
Pour les articles homonymes, voir Théodore et Procule.
Théodore et Procule (en latin : Theodorus et Proculus), sont les dixièmes évêques de Tours, au VIe siècle. Ils gouvernèrent conjointement l'évêché de Tours.

## Biographie
Selon Grégoire de Tours, ils furent nommés par l'ordre de la reine Clotilde parce qu'auparavant sacrés évêques en Burgondie, ils l'avaient suivie et avaient été expulsés par la guerre de leurs villes épiscopales. Ils étaient tous deux âgés et riches ; ils gouvernèrent ensemble pendant deux ans la ville de Tours, et furent ensevelis dans la basilique de Saint-Martin.
Ils eurent pour successeur leur compatriote burgonde Denis.

### Source primaire
- Grégoire de Tours, Histoire des Francs, Livre X